# Inondations aux Pays-Bas en 1861
L'inondation de 1861 a touché une grande partie du  Betuwe, aux Pays-Bas, plusieurs digues se sont rompues.
Après une période de froid aux environs de Noël 1860 de la glace a bloqué le cours du Waal. Rapidement les habitants se sont inquiétés de la montée des eaux et le 5 janvier à 4 heures du matin, une percée dans le Waaldijk à Brakel a provoqué de nombreux dégâts. La maison du seigneur de Poederoijen a servi de refuge.
Les villages de Nederhemert, Well, Ammerzoden, Hedel, Rossum, et Gameren sont bien situés le long des digues, mais de nombreuses maisons avaient déjà été construites dans les polders en contrebas des villages et ont été inondées.
Les villages Bruchem et Kerkwijk ont beaucoup souffert de l'inondation. Le chœur de la grande église réformée de Kerkwijk a été complètement submergé.

## Référence
- (nl) Cet article est partiellement ou en totalité issu de l’article de Wikipédia en néerlandais intitulé « Watersnood van 1861 » (voir la liste des auteurs).